# António Nunes Ribeiro Sanches
António Nunes Ribeiro Sanches (* 7. März 1699 in Penamacor, Portugal; † 14. Oktober 1783 in Paris) war ein portugiesisch-französischer Arzt, Übersetzer und Enzyklopädist. Aber auch als Philosoph, Pädagoge, Historiker war er tätig.

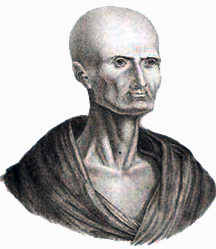
Ribeiro Sanches

## Leben
Ribeiro Sanches war der Sohn des Simão Nunes Flamengo, aus Penamacor, und seiner Ehefrau Ana Nunes Ribeiro (* 1680), aus Idanha-a-Nova, einer Tochter eines wohlhabenden Kaufmanns und Converso aus Beira Baixa. Ribeiro Sanches hat noch sechs weitere Geschwister Guiomar Diogo (* 1710), Isabel, Elisabeth, Maria Manuel (* 1713), Joseph (* 1718) und Theodosia (* 1720) Nunes Ribeiro Sanches.
Im Alter von dreizehn Jahren besuchte er eine Lateinschule. Unter den Einfluss seines Onkels studierte er im Jahre 1716 zunächst Rechtswissenschaften an der Universität von Coimbra. Unzufrieden mit dem Studium in Coimbra, wechselte er an die Universität von Salamanca, wo er sich am 28. November 1720 für das Studium der Medizin immatrikulierte und im Jahre 1724 zum Doktor der Medizin promoviert wurde.
Nach den Studien in Coimbra und Salamanca verließ er das Land, da er als Marrane (von getauften Juden abstammend) Repressionen ausgesetzt war. Er lebte in mehreren anderen Städten, so in Genua, Montpellier, Bordeaux und dann in London. Hiernach ging er nach Leyden, wo er seine medizinische Ausbildung unter Hermann Boerhaave an der Universität in Leiden fortsetzte, ermöglicht durch die Unterstützung einer Familie, in der er Hauslehrer war. Mit einer Empfehlung von Boerhaave ging er 1731 nach Russland, wo er als Arzt des Senats und der Stadt Moskau praktizierte. Er begleitete die Truppen im Krieg gegen die Türkei Russisch-Österreichischer Türkenkrieg (1736–1739) (4. Russischer Türkenkrieg) nach dem Beitritt Russlands zum Frieden von Belgrad wurde er Doktor der kaiserlichen Kadettenkorps in St. Petersburg. Im Jahre 1739 wurde er zum Mitglied der Akademie der Wissenschaften in St. Petersburg, und noch im selben Jahr erhielt er die gleiche Auszeichnung von der Académie des sciences in Paris. Sein Ruhm führte zur Ernennung als Leibarzt der Zarin Anna Iwanowna. Er rettete der nachmaligen Katharina II. laut deren Memoiren 1744 das Leben und er wurde in die Russische Akademie der Wissenschaften aufgenommen. Nach mehr als 15 Jahren des Aufenthalts in Russland verließ er das Land im Jahre 1747, nachdem ihn zwei Ärzte-Kollegen bei der Zarin Elisabeth als Jude denunziert hatten. Im Jahre 1748 wurde er aus der Akademie ausgeschlossen.
Er ließ sich in Paris nieder, wo er eine umfangreiche Korrespondenz unterhielt und viele Kontakte zu intellektuellen Kreisen hatte. Unter Zarin Katharina II., die 1762 an die Macht kam, war er wieder in Gnaden, erhielt eine Pension und wurde wieder in die Akademie aufgenommen. Außerdem diente er als Berater in sozialen, pädagogischen und medizinischen Fragen sowohl der russischen als auch der portugiesischen Regierung unter Sebastião José de Carvalho e Melo, der ab 1769 unter seinem Adelstitel „Marquês de Pombal“ bekannt wurde. Vor allem an dessen Regierung gerichtet waren mehrere Bücher, die er in portugiesischer Sprache in Paris veröffentlichte. In seinem Nachlass waren auch mehrere Werke, die sich in Fragen von Sozialreform und Reform von Erziehung und Medizin an die russische Regierung richteten, speziell an den Berater der Zarin Iwan Iwanowitsch Bezkoi (1704–1795). Einige seiner Anregungen wurden sowohl in Portugal als auch in Russland umgesetzt. Er blieb aber bis zu seinem Tod in Paris.
In der Medizin beschäftigte sich Ribeiro Sanches auch mit der Venerologie und speziell der Syphilis und wird deshalb auch als Arzt von den Übeln der Liebe genannt, er schrieb auf Anfrage von d’Alembert und Denis Diderot für die Encyclopédie, so den Artikel vérole über die Pocken.
Er führte 1742 die orale Therapie der Syphilis mit Quecksilber-Bichlorid ein, die bis zur Einführung von Salvarsan zur Standardtherapie wurde.

## Werke
- Discurso Sobre as Águas de Penha Garcia. (1726)
- A Dissertation on the Venereal Disease. (1751)
- Dissertation sur l’origine de la maladie vénérienne, pour prouver que le mal n’est pas venu d’Amerique, mais qu’il a commencé en Europe, par une Epidémie. Durand und Pissot, Paris 1752 (Digitalisat)
- Tratado da Conservação da Saúde dos Povos. (1756)
- Cartas sobre a Educação da Mocidade. (1760)
- Método para Aprender e Estudar a Medicina. (1763)
- Les bains des vapeurs russe, 1771
- Examen historique sur l’apparition de la maladie vénérienne, Paris 1774
- Dissertation sur l’origine de la maladie vénérienne, pour prouver que le mal n’est pas venu d’Amerique, mais qu’il a commencé en Europe, par une Epidemie. Suivi de l’examen historique sur l’apparition de la maladie vénérienne en Europe. Et sur la nature de cette Epidémie. A. Koster, Leiden 1777 (Digitalisat)
- Mémoire sur les Bains de Vapeur en Russie. (1779)